# Juan Sabbagh
Juan Edmundo Sabbagh Pisano (Santiago, 3 de febrero de 1949) es un arquitecto chileno, ganador del Premio Nacional de Arquitectura en 2002.
Sus estudios secundarios los realizó en el Colegio San Ignacio. Estudió arquitectura en la Universidad de Chile, donde se tituló en 1975. Actualmente es académico en la Facultad de Arquitectura y Urbanismo de dicha casa de estudios. Es miembro del Directorio del Colegio de Arquitectos de Chile.
Entre sus obras destacan la Escuela de Periodismo de la Universidad de Chile, el Pabellón de Chile en la Expo 2010, y otras construcciones de carácter comercial, como las estaciones de servicios Pronto Copec, y edificios de Correos de Chile, Sony Chile, Embotelladora Andina y Banco HNS.
Además del Premio Nacional de Arquitectura 2002, ha recibido reconocimientos como el Premio Fermín Vivaceta 2001, otorgado por el Colegio de Arquitectos de Chile y el Premio a la Trayectoria del Instituto Latinoamericano del Fierro y el Acero.
En 2024 fue reconocido como una de las 50 personas chilenas más creativas por la Forbes en su edición local.